# Metodo Billings
Il metodo dell'ovulazione Billings (MOB) è un metodo naturale di regolazione della fertilità, usato dalle donne - anche se è consigliato l'aiuto del partner - per monitorare la propria fertilità, identificando i giorni fertili e quelli infertili durante ogni ciclo mestruale. 

Tabella di riferimento.

## Metodologia
Il metodo, ideato dal medico australiano John Billings (1918-2007), si basa sull'osservazione delle modificazioni del muco cervicale, che appare più fluido e filante in prossimità dell'ovulazione, e sull'interpretazione delle diverse sensazioni a livello vulvare che la donna deve imparare a riconoscere. Per una corretta applicazione del metodo è pertanto necessario che sia insegnato e appreso correttamente, poiché rimane, in certa misura, affidato ad osservazioni soggettive.
Le informazioni sulla fertilità ottenute in tal modo possono essere utilizzate per ottenere o evitare una gravidanza durante cicli regolari o irregolari, allattamento e perimenopausa.
Il Metodo Billings è descritto dalla BOM organization come un "Metodo naturale di regolazione della fertilità" e può essere usato per la conoscenza dei periodi fertili o per la pianificazione familiare naturale. Inoltre è considerato anche come un modo per monitorare lo stato di salute ginecologica.
Il tasso di fallimento del metodo varia tra lo 0% e il 2,9%.